# M.E.T.A.L.
M.E.T.A.L. je deseti studijski album njemačkog power metal sastava Freedom Call. Album je objavljen 23. kolovoza 2019. godine, a objavila ga je diskografska kuća Steamhammer. Singl 111 objavljen je 21. lipnja 2019. godine., singl "M.E.T.A.L." objavljen je 19. srpnja, a treći i posljednji singl "Spirit Of Daedalus" 16. kolovoza.

## Popis pjesama
| 1.    | »111 - The Number of the Angels« | 3:50 |
| 2.    | »Spirit of Daedalus«             | 3:49 |
| 3.    | »M.E.T.A.L.«                     | 4:20 |
| 4.    | »Ace of the Unicorn«             | 3:22 |
| 5.    | »Sail Away«                      | 3:57 |
| 6.    | »Fly with Us«                    | 7:41 |
| 7.    | »One Step into Wonderland«       | 3:38 |
| 8.    | »Days of Glory«                  | 3:29 |
| 9.    | »Wheel of Time«                  | 4:32 |
| 10.   | »Ronin«                          | 3:47 |
| 11.   | »Sole Survivor«                  | 4:24 |
| 43:25 |                                  |      |

## Zasluge
- Chris Bay – vokali, gitara, klavijature
- Lars Rettkowitz – gitara
- Francesco Ferraro – bas-gitara
- Tim Breideband – bubnjevi